# Can Cortada (Santa Pau)
|  | Per a altres significats, vegeu «Can Cortada (desambiguació)». |

Can Cortada és una casa de Santa Pau (Garrotxa) inclosa a l'Inventari del Patrimoni Arquitectònic de Catalunya.

## Descripció
Els Cortada estaven entroncats amb la família Boïgues de Vivó, important, aquesta darrera, perquè els segles xvii i xviii van donar lloc a la nissaga dels Boïgues del Prat. Els Cortada foren una família molt important a la ciutat de Vic. El segle xvii construïren aquest gran casal fora del recinte de la Vila Vella. La seva planta és rectangular, amb baixos i dos pisos, i hom hi accedeix per una gran porta adovellada feta amb pedra calcària del país. Al balcó central del primer pis hi ha gravada una data: "MDCXXX".

## Història
La vila de Santa Pau va créixer per la seva part nord, fora del recinte fortificat; l'any 1466, la reina, Donya Joanna, cedí uns terrenys situats prop de la porta de la Vila Nova, per construir una plaça; avui és la plaça de Baix. Can Cortada és l'únic edifici que ni ha sofert grans remodelacions, conservant les seves traces primitives. Segons R. Grabolosa, després de la nostra guerra civil, els magnífics casals que formaven la Plaça del Prat o de Baix, foren transformats en cases sense estil ni història. Avui, pocs són els detalls salvats d'aquelles nobles construccions. Fa poc, Can Cortada va ser objecte d'una acurada restauració, conservant, a la balconada de la façana principal, una bonica barana de ferro.